# Baraquements
Les baraquements sont des ensembles de bâtiments, généralement identiques, alignés et formant un tout.

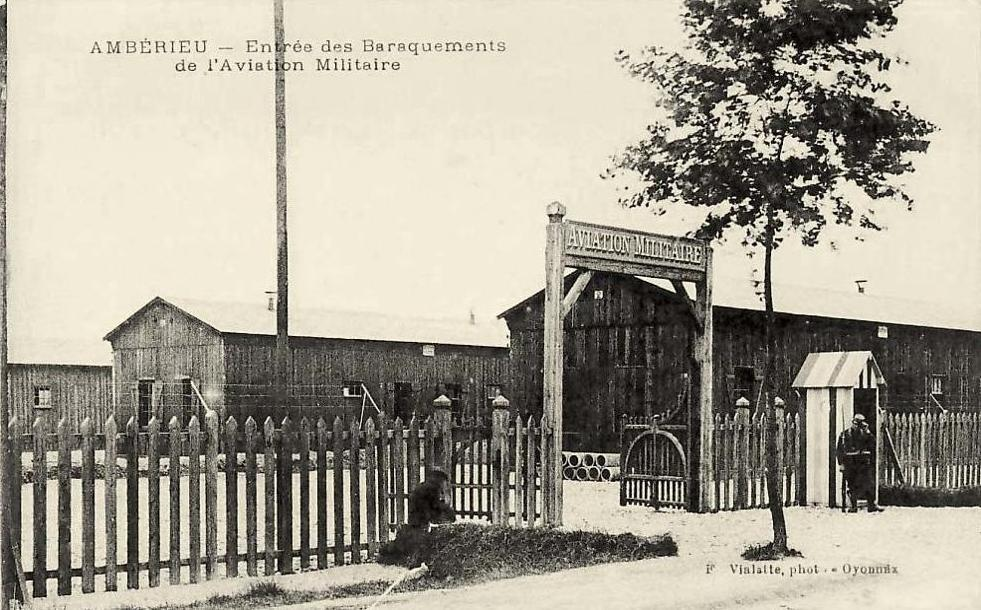
Baraquements militaires à Ambérieu-en-Bugey vers 1910.

Ils sont constitués de baraques construites de différents matériaux selon les modèles et les destinations :
- baraquements militaires : constitués d'éléments démontables et montables rapidement sur tous terrains[1] ;
- baraquements civils : identiques aux baraquements militaires et comportant notamment cuisine, dortoirs, infirmerie, écoles[2],[3] ;
- baraquement scientifiques : pour les expéditions australes (TAAF) en Antarctique par exemple[4] ;
- baraquements de camps : camps de prisonniers, camp de harkis, camps de concentration, camps d'extermination[5].

La cité ouvrière se distingue de par l'emploi de matériaux plus nobles destinés à pérenniser la construction.
Les matériaux employés vont du préfabriqué en acier comme les baraques à parois inclinées du type Fillod, en panneaux sandwich de fibrociment, en matériaux plus conventionnels comme le bois, la pierre, la brique ou le béton.